# Valdir Raupp
Valdir Raupp de Matos (São João do Sul, 24 de agosto de 1955) é um político brasileiro, filiado ao Movimento Democrático Brasileiro (MDB). Quinto governador eleito de Rondônia e Senador por Rondônia até 31 de janeiro de 2019. Sua biografia recente é marcada por diversas denuncias de corrupção e lavagem de dinheiro ratificadas pelo Ministério Público Federal e Policia Federal.

## Biografia
Catarinense, migrou para Rondônia em 1977. Em 1982, elegeu-se vereador em Cacoal. Dois anos depois tornou-se o primeiro prefeito de Rolim de Moura, sendo reeleito para o cargo em 1992.
Em 1990, candidatou-se a governador de Rondônia pelo PRN. Obteve a 2ª colocação e iria disputar o segundo turno contra o candidato Olavo Pires. Este foi assassinado antes do pleito e foi alçado a disputa Osvaldo Piana, que foi eleito. Novamente candidato em 1994 ao governo, agora pelo PMDB, foi eleito em segundo turno. Tentou reeleger-se em 1998, mas perdeu para José Bianco no 2º turno.
Em 2002, elegeu-se senador por Rondônia. Foi líder do PMDB no senado em 2007. É casado com a ex-deputada federal Marinha Raupp e tem dois filhos.
Em 2006, Raupp propôs um projeto de Lei 170, que tinha o objetivo proibir a produção e a comercialização de determinados jogos eletrônicos violentos, ofensivos aos costumes, às tradições dos povos, aos seus cultos, credos, religiões e símbolos, que ferem a cultura dos povos e da humanidade e, foi alvo de uma série de protestos nas redes sociais e comentários ofensivos de baixo calão contra Valdir Raupp.

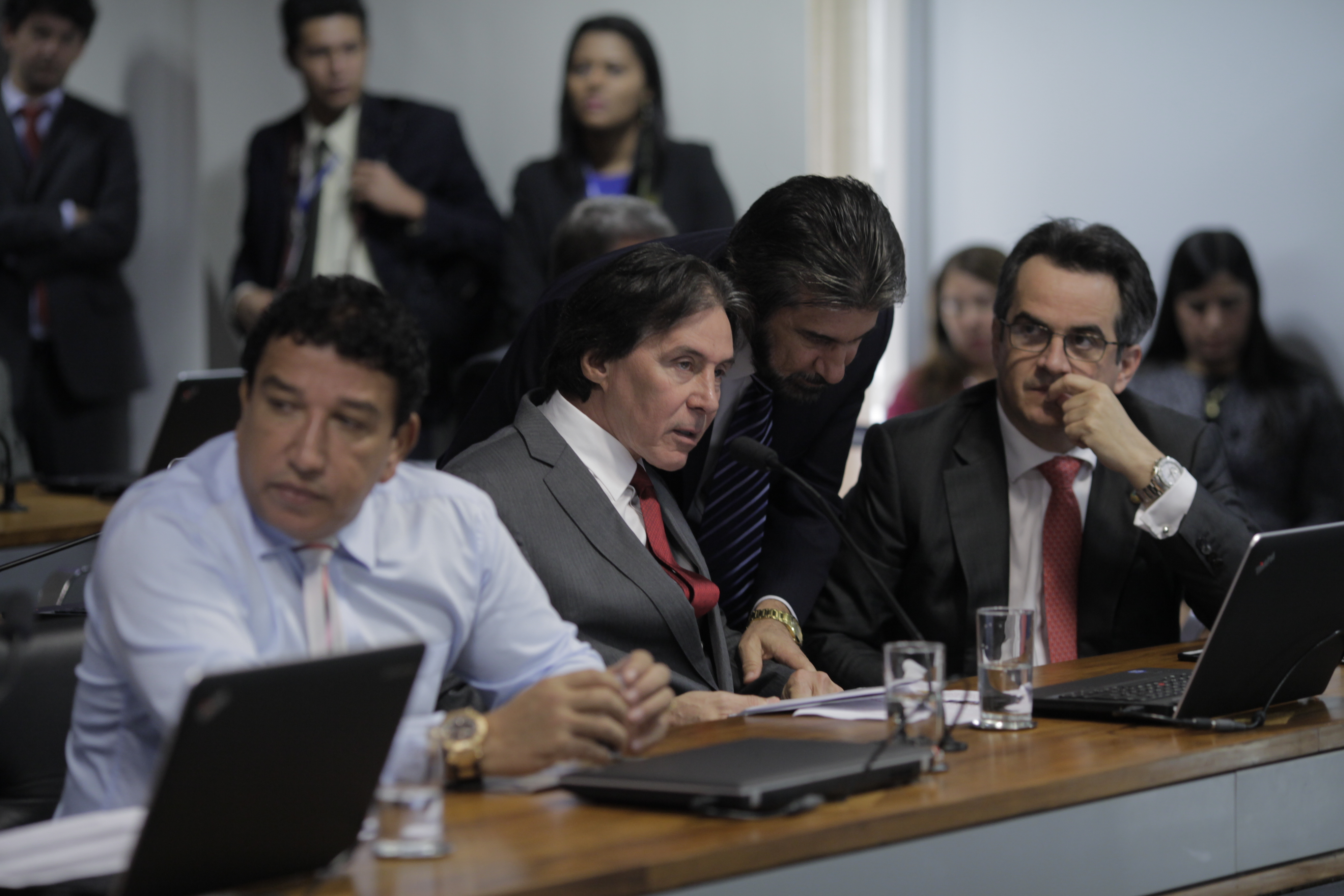
Valdir Raupp acompanhado dos senadores Magno Malta (à esq.), Eunício Oliveira (centro) e Ciro Nogueira (à dir.)

Em 29 de fevereiro de 2012, Valdir Raupp, em resposta a um pedido de entrevista feito pela Acigames Magazine, confirma a retirada da pauta do projeto de lei que mudaria algumas normas sobre os jogos eletrônicos no Brasil. O requerimento foi oficializado pelo Presidente do Senado Federal, José Sarney.

### Investigação no âmbito da Operação Lava Jato
Em 6 de março de 2015, o ministro  Teori  autorizou a abertura de investigação contra o senador tirando o sigilo do pedido de abertura de inquérito.
Em 27 de maio de 2015, o ministro do Supremo Tribunal Federal Teori Zavascki autorizou a quebra de sigilo telefônico de Valdir Raupp em razão do seu nome ter sido citado pelo doleiro Alberto Youssef no esquema de corrupção da Petrobras. Em depoimento de delação premiada, Youssef afirmou que operacionalizou o pagamento de R$ 500 mil para a campanha de Raupp ao Senado de 2010. Segundo o doleiro, o valor teria saído da cota do PP e seria decorrente de sobrepreços em contratos da Petrobras.
Em 14 de junho de 2016, após investigação, a Polícia Federal pediu ao Supremo Tribunal Federal, o indiciamento de Raupp, alegando que há elementos probatórios que indicam o recebimento de propina em esquema na Petrobrás.
Em 5 de setembro de 2016, a Polícia Federal apontou indícios de que o PMDB e os senadores e Valdir Raupp (RO), Romero Jucá (RR), Renan Calheiros (AL) e Jader Barbalho (PA) receberam propina das empresas que construíram a usina de Belo Monte, no Pará, por meio de doações legais, segundo relatório que integra inquérito que corre no Supremo Tribunal Federal. Um dos indícios é o volume de contribuições que o partido recebeu das empresas que integram o consórcio que construiu a hidrelétrica: foram R$ 159,2 milhões nas eleições de 2010, 2012 e 2014. O relatório da PF ainda junta a versão com informações de outro delator, o ex-senador Delcídio do Amaral, de que senadores peemedebistas comandavam esquemas de desvios de empresas do setor elétrico. A conclusão do documento foi de que todos os quatro receberam as maiores contribuições de suas campanhas não de empresas, mas do PMDB.

Em 16 de setembro de 2016, a Procuradoria Geral da República (PGR) apresentou ao Supremo Tribunal Federal (STF) denúncia contra o senador referente aos crimes de corrupção passiva e lavagem de dinheiro junto com um cunhado, Paulo Roberto Rocha, e uma ex-funcionária, Maria Cleia de Oliveira. Caberá à Segunda Turma do Supremo analisar os documentos e decidir pela abertura ou não da ação penal.
Em 8 de março de 2017 a 2ª Turma do Supremo Tribunal Federal (STF), na relatoria do ministro Dias Toffolli, recebeu a denúncia ofertada pela PGR, reconhecendo que pode haver pagamento de propina disfarçado de doações eleitorais registradas. Este entendimento é a base de diversas denúncias apresentadas pelo MPF na Vara Federal de Curitiba e no STF.
Em 14 de fevereiro de 2020 a força-tarefa Lava Jato do Ministério Público Federal (MPF) ratificou a denúncia oferecida pela Procuradoria-Geral da República (PGR) contra os ex-senadores Romero Jucá e Valdir Raupp, Sérgio Machado, Luiz Maramaldo, Nelson Maramaldo e Fernando Reis pelo envolvimento em esquema de corrupção mantido na Transpetro. A denúncia descreve a prática de corrupção e lavagem de dinheiro em contratos celebrados pelas empresas NM Engenharia e Odebrecht Ambiental com a Transpetro que geraram pagamentos ilícitos aos então senadores do PMDB, atual MDB, entre 2008 e 2010, e em 2012.
Em 15 de junho de 2020, virou réu pelos crimes que envolvem contratos entre a Transpetro e construtoras.

## Posicionamentos
Em dezembro de 2016, votou a favor da PEC do Teto dos Gastos Públicos. Em julho de 2017 votou a favor da reforma trabalhista.
Em outubro de 2017 votou a favor da manutenção do mandato do senador Aécio Neves derrubando decisão da Primeira Turma do Supremo Tribunal Federal no processo onde ele é acusado de corrupção e obstrução da justiça por solicitar dois milhões de reais ao empresário Joesley Batista.